# سابين غونتر
سابين غونتر (بالألمانية: Sabine Günther) هي عداءة مسافات طويلة ألمانية شرقية ولدت في يوم 6 نوفمبر 1963 في مدينة ينا. فازت بعدة ميداليات ذهبية وبرونزية في بطولات أوروبا لألعاب القوى.